# Jan Robert Port
Jan Robert Port (častěji uváděn jako J. R. Port, 29. června 1843 Plzeň – 30. listopadu 1904 tamtéž) byla český spolkový činovník, novinář, knihkupec, tiskař a nakladatel, jedna z nejvýznamnějších postav českého vlasteneckého života v Plzni 2. poloviny 19. století. Od 70. let 19. století převzal v Plzni vydávání českého deníku Plzeňské listy, asi nejvýznamnějšího česky psaného západočeského periodika té doby.

## Život

### Mládí
Narodil se v Plzni do rodiny Jana Evangelisty Porta a jeho ženy Josefy, rozené Karáskové. Město tehdy mělo silnou německy mluvící populací. Díky rodičům získal vztah k českým kořenům. Vyučil se knihkupcem, následně začal podnikat. Působil v městském vlasteneckém životě: byl zakládajícím členem plzeňského Hlaholu, městské jednoty Sokola, městské Měšťanské besedy a řady dalších spolků. Politicky se hlásil ke staročechům, podporoval například volbu staročecha pozdějšího purkmistra Emanuela Tuschnera.

### Publicistická činnost
Od roku 1870 koupil plzeňskou knihtiskárnu od Františka Stejskala-Lažanského a začal vydávat a jako odpovědný redaktor vést několikastranný časopis Český lev, vycházející třikrát týdně, navazující na předchozí periodikum Plzeňské noviny. V 70. letech 19. století zakoupil tiskárnu Ignáce Scheibla a s ní také redakci listu Plzeňské listy vycházející od roku 1864. Podnik sídlil v Solní ulici č. 256 nedaleko hlavního náměstí. Podnik byl pojmenován Národní knihtiskárna J. A. Port. Vedle redakční činnosti se firma zabývala vydáváním a prodejem českých publikací. Roku 1897 byl Port zvolen členem městské rady. V roce 1899 pak došlo k přeměně Plzeňských listů na deník.

### Úmrtí
Jan Robert Port zemřel 30. listopadu 1904 v Plzni. Jeho pohřeb se stal velkou společenskou událostí, kondolence zaslal například purkmistr Václav Peták. Pohřben byl do výstavní rodinné hrobky na Ústředním hřbitově v Plzni.

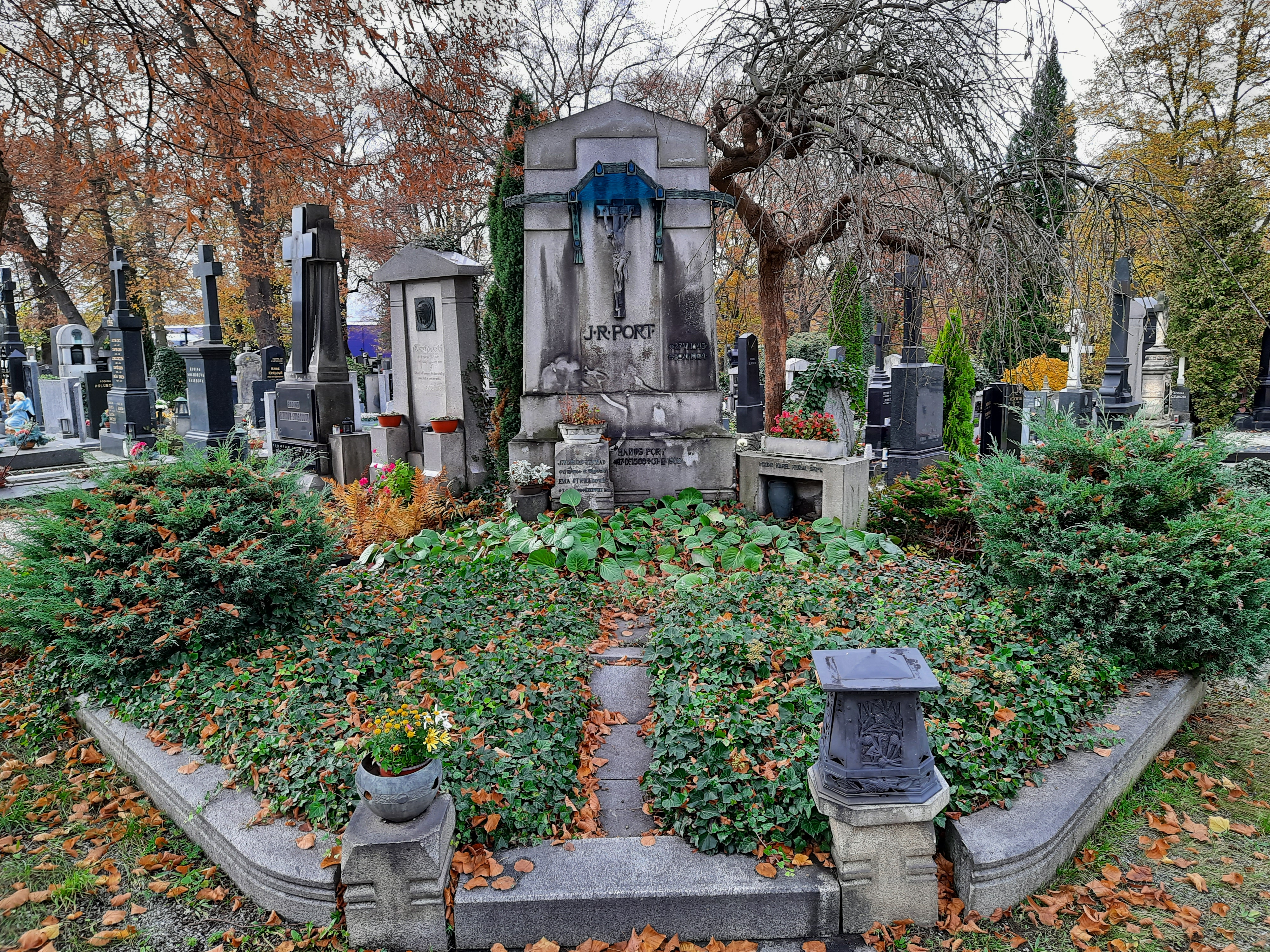
Hrobka rodiny Portovy na Ústředním hřbitově v Plzni

### Rodina
Byl ženatý s Emmou Portovou, rozenou Hässlerovou, společně počali děti Hanuše, Emmu a Bohuslava Emila. Janův bratr Vratislav, rovněž Sokol, předčasně zemřel roku 1894. Jeho hrob byl později zachován v asanovaném parku na místě Mikulášského hřbitova. Portovi dědicové posléze podnik spojili s tiskárnami Josefa Císaře a Theodora Venty a založili Závody pro průmysl tiskařský a papírnický, od roku 1911 sídlící v nově postaveném areálu v Doudlevcích.